# Villogorgia japonica
Villogorgia japonica is een zachte koraalsoort uit de familie Plexauridae. De koraalsoort komt uit het geslacht Villogorgia. Villogorgia japonica werd in 1931 voor het eerst wetenschappelijk beschreven door Aurivillius. 